# 绥棱站
绥棱站（原站名克音河站）位于中华人民共和国黑龙江省绥化市绥棱县绥棱镇，是滨北铁路上的火车站，由哈尔滨铁路局绥化车务段管辖，客运办理旅客乘降，货运发送以粮食为主，货运到达以煤炭、化肥为主。车站建于1938年，初名克音河站，1941年改称绥棱站。
车站候车室面积513平方米、行李房面积150平方米；站场现有货物线3条，长度891米；企业专用线4条，长度3176米；日装卸车能力200余车。车站设计年发送货物能力400万吨，年发送旅客50万人次。

## 車站周邊
- 绥棱客运中心
- 绥棱县车站社区居民委员会

## 外部連結
- 中国铁路客户服务中心 （页面存档备份，存于）